# Монако на зимних Олимпийских играх 2014
Монако принимал участие в зимних Олимпийских играх 2014, которые прошли в Сочи, Россия с 7 по 23 февраля 2014 года. Сборную представили пять атлетов: трое горнолыжников и бобслейная команда-двойка, пилотом которой четвёртый раз подряд стал Патрис Сервель.

## Состав и результаты олимпийской сборной Монако

### Бобслей
| Спортсмены                       | Дисциплина      | 1-я попытка | 1-я попытка | 2-я попытка | 2-я попытка | 3-я попытка | 3-я попытка | 4-я попытка | 4-я попытка | Всего | Всего |
| Спортсмены                       | Дисциплина      | Время       | Место       | Время       | Место       | Время       | Место       | Время       | Место       | Время | Место |
| -------------------------------- | --------------- | ----------- | ----------- | ----------- | ----------- | ----------- | ----------- | ----------- | ----------- | ----- | ----- |
| Патрис Сервель Себастьян Гаттузо | Двойки, мужчины |             |             |             |             |             |             |             |             |       |       |

### Горнолыжный спорт
Мужчины
| Спортсмен        | Дисциплина        | 1-я попытка | 1-я попытка | 2-я попытка | 2-я попытка | Всего   | Всего |
| Спортсмен        | Дисциплина        | Время       | Место       | Время       | Место       | Время   | Место |
| ---------------- | ----------------- | ----------- | ----------- | ----------- | ----------- | ------- | ----- |
| Арно Алессандрия | Суперкомбинация   | 1:57,59     | 36          | DNF         | DNF         | —       | —     |
| Арно Алессандрия | Скоростной спуск  | н/д         | н/д         | н/д         | н/д         | 2:12,71 | 39    |
| Арно Алессандрия | Супергигант       | н/д         | н/д         | н/д         | н/д         | DNF     | DNF   |
| Оливье Жено      | Суперкомбинация   | 1:59,81     | 45          | 56,01       | 25          | 2:55,82 | 28    |
| Оливье Жено      | Гигантский слалом | DNF         | DNF         | DNF         | DNF         | DNF     | DNF   |
| Оливье Жено      | Слалом            | 55,89       | 59          | DNF         | DNF         | DNF     | DNF   |

Женщины
| Спортсмен          | Дисциплина       | 1-я попытка | 1-я попытка | 2-я попытка | 2-я попытка | Всего | Всего |
| Спортсмен          | Дисциплина       | Время       | Место       | Время       | Место       | Время | Место |
| ------------------ | ---------------- | ----------- | ----------- | ----------- | ----------- | ----- | ----- |
| Александра Колетти | Суперкомбинация  | DNF         | —           | —           | —           | —     | —     |
| Александра Колетти | Скоростной спуск | н/д         | н/д         | н/д         | н/д         | DNF   |       |